# Kvarcytne
Kvarcytne (ukrajinsky Кварцитне, do roku 2024 Peršotravneve) je městys (ukrajinsky selyšče) v Korosteňském rajónu Žytomyrské oblasti na Ukrajině. Žije zde přibližně 2 500 obyvatel. Podle sčítání z roku 2001 zde žilo 2620 obyvatel. Vzniklo v roce 1936 v blízkosti lomu na křemenec. Po 2. světové válce těžba rostla a výstup přesáhl 150 000 m³ štěrku ročně, vrcholu dosáhl v polovině 70. let. V současnosti se zde nacházejí průmyslové podniky.